# Khadija Besikri
Khadija Besikri (sinh ngày 12 tháng 1 năm 1962 Benghazi, Libya) là một nhà thơ, nhà văn và nhà hoạt động nhân quyền người Libya.

## Tiểu sử
Besikri bắt đầu một chiến dịch vào năm 2017 khi bà gửi đề xuất của mình để thúc đẩy việc đọc trong giới trẻ trong Benghazi và môi trường của nó đến Văn phòng Văn hóa Benghazi. Chương trình của bà nhắm vào giới trẻ trong độ tuổi từ 4 đến 18. Besikri cũng tham gia vào sự kiện Short Story Lab ở Benghazi, trong đó có những bài thơ có chủ đề liên quan đến cuộc nội chiến ở Libya.
Besikri thành lập Tổ chức Phụ nữ Quốc gia Amazon, một tổ chức phi lợi nhuận và phi chính phủ liên quan đến quyền của phụ nữ. Nó đã bắt tay vào nhiều hoạt động từ thiện, và thu thập quyên góp thay mặt cho các nhà cách mạng trong cuộc nội chiến năm 2011. Tổ chức của bà cũng đã giúp cải tạo các gia đình di dời. Vào tháng 3 năm 2016, bà đã đến thăm Trung tâm y tế Benghazi và kêu gọi chính phủ lâm thời và các tổ chức xã hội dân sự giúp cung cấp các cơ sở y tế ở Benghazi và xúc tiến việc cung cấp các dịch vụ y tế để giúp điều trị cho những người bị thương và người bệnh.